# 花王庙
花王庙，位于中国广东省佛山市禅城区弼头街38号，为一处清代古建筑。1998年4月30日，列入佛山市文物保护单位。
花王庙建于清乾隆五十七年（1792年），又称妈庙。花王庙供奉花王女神，现已空置，庙内陈设已毁。